# 神潭河
神潭河，是中国长江流域的一条河流，汇入渠江正源巴河左岸，属于嘉陵江水系。河长105千米，流域面积1340平方千米，多年平均流量30立方米每秒。自然落差630米。水能理论蕴藏量2万千瓦。